# Antiquum ministerium
Antiquum ministerium (česky: „Služba katechety v církvi je velmi stará“) je podle incipitu název apoštolské exhortace ve formě motu proprio papeže Františka, kterou podepsal 10. května 2021. Zabývá se prací katechetů v římskokatolické církvi. Tímto dokumentem papež ustanovil laickou službu katechety jako „trvalou službu místní církvi podle pastoračních potřeb, které rozpozná místní ordinář“.

## Obsah
V prvních osmi kapitolách dokumentu papež připomíná katechetickou službu, která je v církvi patrná od nejstarších dob. Tato služba je ztotožněna s novozákonním charismatem učitele (srov. – 1Kor 12, 28–31 (Kral, ČEP)) a je zasazena do společenství církve. Vedle nositelů duchovního úřadu se připomíná „nesčetné množství laiků“, „kteří se přímo podíleli na šíření evangelia prostřednictvím katechetického vyučování“. V návaznosti na učení II. vatikánského koncilu, který podporoval „přímé zapojení věřících laiků do různých forem, v nichž se může projevovat jejich charisma“, je třeba poukázat „na stálý zájem papežů, biskupské synody, biskupských konferencí a jednotlivých pastýřů, kteří v průběhu posledních desetiletí přinesli pozoruhodnou obnovu katecheze“.
Dokument připomíná reorganizaci služby lektorů a akolytů, k níž došlo s apoštolskou exhortací papeže Pavla VI., která se týkala také otevření se dalším službám a výslovně jmenovala službu katechetů.
Je ponecháno na biskupech, aby identifikovali potřebu ustanovit katechety. „Je dobré, když jsou k této katechetické službě povoláni muži a ženy s hlubokou vírou a lidskou zralostí.“ Ti by měli být aktivními účastníky farního života, mít předchozí katechetickou zkušenost a získat odpovídající biblickou, teologickou, pastorační a pedagogickou přípravu. Od laiků povolaných do služby s vlastním obřadem ustanovení, který v blízké budoucnosti zveřejní Dikasterium pro bohoslužbu a svátosti, se očekává, že ji budou v případě potřeby vykonávat jako spolupracovníci kněží a jáhnů. Důraz je kladen na to, aby tato služba byla vykonávána „plně laickou (sekulární) formou“ bez projevů klerikalizace.

## Ustanovení služby katechety
Papež František na konci 8. kapitoly prohlašuje, že s odvoláním na svou „apoštolskou autoritu“ zavádí laickou službu katechety. Biskupské konference jsou vyzvány, aby tuto službu uvedly do praxe a stanovily normy pro přijímání a formaci.

## Zveřejnění
Apoštolskou exhortaci podepsal papež František 10. května 2021 a následující den ji na tiskové konferenci představili předseda Papežské rady pro podporu nové evangelizace arcibiskup Rino Fisichella a delegát odpovědný za katechezi biskup Franz-Peter Tebartz-van Elst.